# フェンリル (フロントミッション)
フェンリル (FENRIL)は 、スクウェア・エニックスのコンピュータゲーム『フロントミッション』シリーズに登場する架空の兵器。
本項では、それに付随する無人兵器開発・実戦テスト計画も併せて解説する。

## 概要
正式名称は環誘導侵攻制御装置であり、「FENRIL」はコードネーム。煩雑な目的をもって設計された兵器で二つの機能を持っている。
第一の機能は、無人の無線誘導兵器を目的に沿って自立行動させることであり、プログラムを組み替えることで多種多様な任務に着かせる事も可能。理論上誘導できる無人兵器の数に制限がなく、ヴァンツァーの運用も可能なのが特徴。
第二の機能は、人工衛星に搭載することで、無線誘導の大敵である電波妨害への対策が可能。周囲300kmに配置された全ての人工衛星をハッキングしシステムを書き換え、攻撃衛星をフェンリルの防衛に使用することも可能。
また、運用も完全に無人化されており、自体で作戦を立案し実行する。この際に必要な人員はプログラム設計に関わる数名の技術者と無人兵器の補給に関わる部隊のみと少数である。

## アロルデシュ・クーデター
クーデターは第2次ハフマン紛争同様にフェンリルの実地試験を目的として起こされた自作自演の事件であった。

## インターゲーン
インターゲーンとはO.C.U.アロルデシュ共和国にあるO.C.U.軍の秘密工場の名称。O.C.U.軍が「インターゲーン」という社名を使い、E.C.ドイツに第1次ハフマン紛争の経験によりダミー企業を設立（創業者：フリッツ・シュマイサー）しており、自動車･兵器・WAW製造・金融事業を行っていたとされている。しかし、その実態はなく、O.C.U.アロルデシュ人民共和国シラガンジ付近の秘密工場でフェンリルによる遠隔操作に対応したヴァンツァー、車輌、航空機など各種兵器をO.C.U.中央議会の承認を得ることなく製造し、その施設もインターゲーンと呼称されていた。
なお、インターゲーン社は、他社がライセンスする技術を無断で海外に転売したとして、国際訴訟を起こされ、2092年に倒産。
C.I.S.U.はフェンリル事件発覚前からインターゲーンに関する調査を行っていたが、ドイツ・インターゲーン社と秘密工場の関連を特定できていなかったともされる。
開発本部の名称であるインターゲーンは撹乱を狙い付けられた別物であり、少なくとも2098年以前に設立されている。

### 無線誘導兵器
フェンリルによる遠隔操作に対応した兵器。

#### 航空機
ソーンビルAIVA-14A
フェンリルシステム対応の無人VTOL機。キャノピーは装甲で覆われており、有人飛行時は計器飛行で操縦が行われる。
シクリビル
こちらは有人VTOL機。無人機として開発が進められたが、その構造から無人誘導が難しく、急遽アロルデシュ軍供給用の有人機に改造された。A型とB型が存在。

#### ヘリコプター
- IAH-2A

#### 車輌
IRSV
フェンリルシステム対応のロケット／ミサイルランチャー搭載車両。
IRSV400A
ミサイルランチャー搭載。
IRSV400B
A型をロケット砲からミサイルランチャーに変更したもの。対空・対地両方のミサイルが装備可能で、装弾ミサイルの選択もすべてフェンリルが行う。

IBT01
フェンリルシステム対応の戦車。A,B型が存在。
IBT01F
A型の重装備型として2100年に開発。主武装は130mm砲に変更され、副武装である機関銃が12.7mmに変更されている。
IAM02
フェンリルシステム対応の特殊装甲車。
IAM02A
前部砲塔に機関砲塔を装備。
IAM02C
A、C型の前部砲塔に装備されていた機関砲塔を撤去し、距測装置を中心とした光学センサー類を装備したタイプ。後部後塔の武装も光学センサーと連動した30mmガトリングガンに換装されている。
IAM02D
前部砲塔に機関砲塔を装備。

#### ヴァンツァー

##### シャカール・シリーズ
| シャカール(Schakal) | シャカール(Schakal)                                                                                                 |
| ------------------- | --- |
| メーカー            | インターゲーン社(ECドイツ？) インターゲーン(O.C.U.オーストラリア) ディアブルアビオニクス(U.S.N.アメリカ) グリムニル |
| 固定武装            | なし |
| 携帯火器            | MULS-P規格適応品 |
| 主要搭乗者          | フェンリル無人制御                                                                                                  |

インターゲーン製WAP。ただし、一部はディアブルアビオニクス社が南米地域の空港警備用に製造・配備する（予定であった）機体やグリムニルが密造していた機体も存在し、製造元が一定していない。元がダミー企業の製品であり、闇ルートを介して設計情報や図面が流出していた可能性がある。早いものではアロルデシュ・クーデター以前の2098年頃には存在が確認されている。
開発元の結論としてシャカールはドイツ語で「ジャッカル」の意であり、計画責任者がドイツ名であること、計画の隠れ蓑としたインターゲーン社がE.C.ドイツ企業であること等を考慮に入れると、オリジナルはE.C.製であった可能性も多少は存在する。ただし、インターゲーンがOCU国防総省に直結した計画本部である事を考慮に入れると、やはりインターゲーン（O.C.U.オーストラリア）製であった可能性が高い。少なくともシステムに対応した部分を純粋な外国企業にタッチさせる可能性は低い。
フェンリルシステムに対応する目的で製作されたWAPで、基本的に無人制御を主としているが、搬送時や誘導が効かなくなった際のために有人操作は可能となっている。そのあまりにも細身で人間が入ることを想定していないようにも見えるボディは機動性に優れており、対電子戦性能も高い。グリムニル密造機体は当然のごとくS型デバイス対応である。
- シャカールA
- シャカールB
『2nd』に登場。シャカールBはより電子妨害への防御をより強化したモデルで『5th』のバリエーションにも登場。
- シャカールC
- シャカールLW
『5th』に登場したモデル。

##### ミュートス・シリーズ
フェンリルの誘導システムのテスト用に開発された機種。名称はドイツ語で「神話」の意。シャカールほどではないがかなりの性能を誇る。
テスト設計のため、誘導装置や戦闘能力に若干の問題はあるが、試験用としては十分であった。乗員は1名で、無誘導・パイロット操縦による戦闘も可能。アロルデシュ・クーデター時に一部が革命軍に供給された。
- ミュートスA
- ミュートスB

#### 大型機動兵器
無線誘導可能な大型機動兵器をISVという。

##### ザドク・シリーズ
ISV07
ザドクA
大型機動兵器としてはやや小型のフェンリル対応大型機で2脚型。他に搭載兵器の異なるB型、F型が存在する。

##### ビスミラー
ISV09A-S
地上の誘導兵器とフェンリルとの電波送受信を円滑にするための中継機能を持つ超大型機で、移動は極めて困難であったと思われる。逆にフェンリルへ命令を送ることも可能で、破壊された際にはフェンリルの最終プログラムを実行するように組み込まれていた。
金色の塗装が施されている点はゼルマン搭乗のウラガンをどことなく思わせるものであり（ウラガンは地金の色であったが）、実際共通項がある。全身に装備した兵装は異常ともいえるほどの火力をもつ。そのため、プレイヤーからは『2nd』の実質的なラスボスとする声は多い。

### インターゲーンのその他の製品
- 支援ポッド
  - ISP100  
A型とB型が存在する。
- WAP用兵器
  - ライフル
    - バスーン(Bassoon) 
小型でかつ高性能。

  - ロケットランチャー
    - カーディナル(Cardinal)

  - キャノン
    - ダブルコメット(Double Commet) 
超大型のハンドキャノン。移動する標的を自動で捕捉するオートサイトを備え、命中率、攻撃力共に高い。

  - ロケットランチャー
    - カーディナル(Cardinal)

## 主な搭乗パイロット
- シャカール
  - フェンリル(2nd)
- ミュートス
  - フェンリル(2nd)
- ザドク
  - フェンリル(2nd)
  - フランツ・ヘンシェル(2nd)
- ビスミラー
  - ヴェン・マッカージェ(2nd)
  - フェンリル(2nd)